# Propaganda fascista

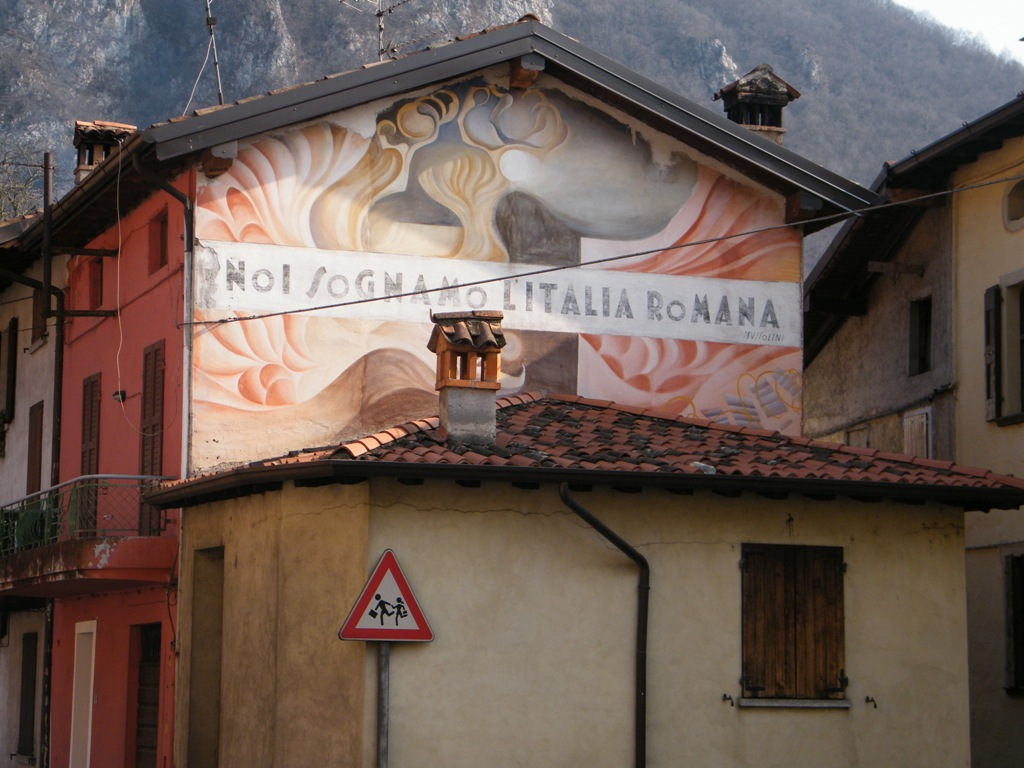
Uno slogan fascista su un muro di Lavenone (Provincia di Brescia): «Noi sognamo l'Italia romana»

La propaganda fascista utilizzata dal Partito Nazionale Fascista (PNF) negli anni 1922-1943 durante la guida di Benito Mussolini fu uno strumento cruciale per acquisire e mantenere il potere e per l'attuazione delle politiche fasciste.

## Uso
Dalla formazione dei Fasci Italiani di Combattimento nel 1919, il regime fascista fece un uso massiccio della propaganda, incisiva e mirata, per agevolare il consenso alle proprie politiche.
In un primo momento, tutti gli sforzi di propaganda furono aggregati insieme sotto l'egida dell'ufficio stampa, fino a quando nel 1935 non fu istituito dapprima un ministro speciale per la propaganda seguito, nel 1937, dalla creazione del Ministero della Cultura Popolare. 

## Dottrina
La dottrina fascista è stata prima esposta nel manifesto dei fasci di combattimento, e successivamente enunciata ne La dottrina del fascismo di Benito Mussolini, scritta con Giovanni Gentile.
Le contraddizioni interne al fascismo furono giustificate da Mussolini come un prodotto della propria natura: una dottrina di azione, una rivolta contro la conformità e l'alienazione della società borghese.
Per formare il fascismo venne usato un termine: la cosiddetta "vittoria mutilata". Questo termine, secondo i fascisti, voleva dire che l'Italia non aveva ottenuto abbastanza ricompense per la vittoria della guerra.

## Temi

### Culto della personalità

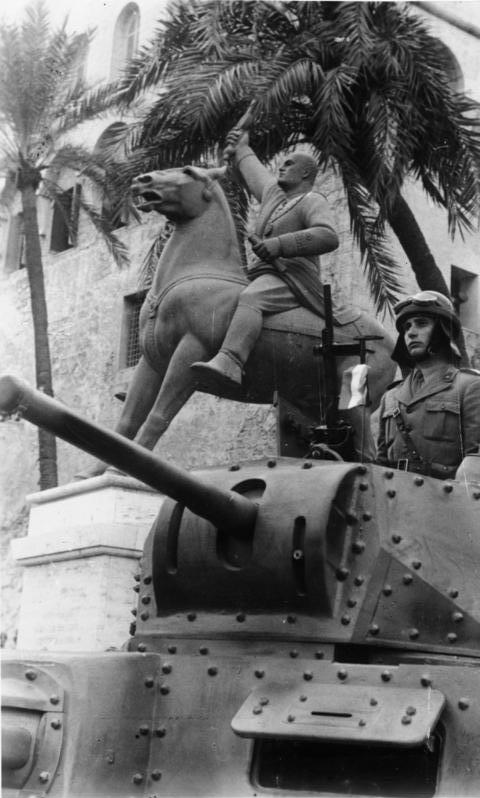
Statua di Mussolini

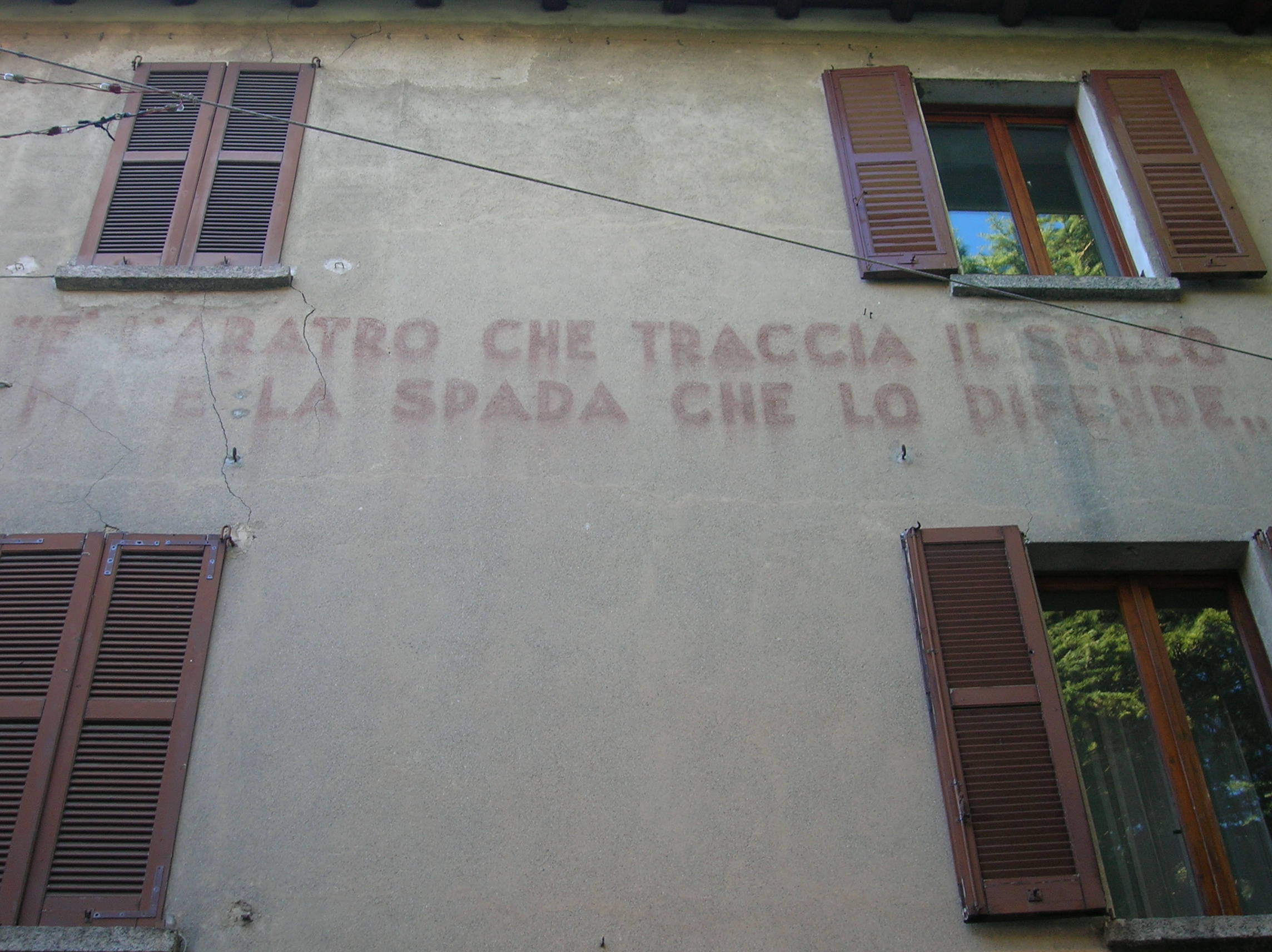
Slogan: «È l'aratro che traccia il solco, ma è la spada che lo difende», chiaro riferimento alla leggenda di Romolo e Remo

I fasci dell'unità

Il Duce fu il perno del Fascismo e venne raffigurato come tale divenendo oggetto di un culto che era per molti aspetti la forza unificante del regime fascista, agendo come un comune denominatore dei vari gruppi politici e classi sociali nel partito fascista e nella società italiana. Questo culto contribuì al consenso verso il regime, nonostante il disappunto nei confronti dei funzionari locali. Un famoso slogan recitava:«Il Duce ha sempre ragione». Una pubblicità continua riguardava la sua persona e i quotidiani avevano ricevuto precise disposizioni su cosa dire di lui.

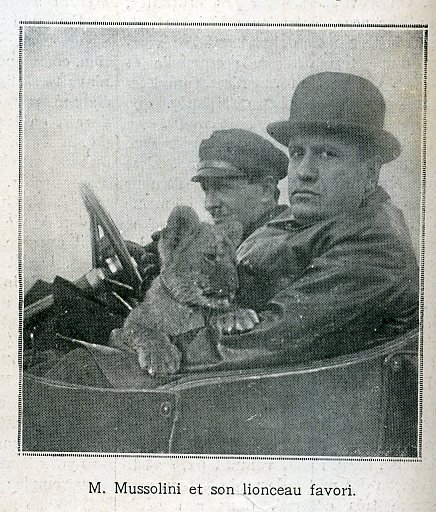
Mussolini con il suo cucciolo di leone Ras, 1924

### Espansionismo
L'espansionismo fu presentato come una necessità per la patria. Avrebbe rafforzato il paese alleggerendolo della popolazione in eccesso, inviando nelle colonie contadini senza terra e disoccupati a lavorare la terra, disposti ad acquistare prodotti italiani, e agire come un presidio territoriale. Milioni di italiani potevano vivere in Etiopia, e pretese esagerate sono state fatte delle sue risorse. A differenza della teoria nazionalsocialista tedesca dello spazio vitale (Lebensraum), il pensiero fascista italiano si limitava a riassumere e giustificare le aspirazioni di espansione territoriale.
Ciò avrebbe modificato la situazione creatasi dopo la prima guerra mondiale, quando gli alleati avevano raggirato l'Italia impedendone la reclamata espansione verso gli ex imperi austro-ungarico e ottomano, in vista della quale la nazione aveva affrontato molti sacrifici in guerra.

### Fertilità
Mussolini favoriva e incitava l'incremento delle nascite perché l'esercito italiano necessitava di soldati.
La propaganda sollecitava una maggiore fertilità, deridendo gli uomini che non erano riusciti a produrre figli mentre le donne che non partorivano erano accusate di seguire mode parigine non adatte a crescere bambini.
Il regime arrivò anche ad appoggiare delle tesi pseudoscientifiche sulla contraccezione sostenendo che essa causasse diversi "problemi di salute".

### Civilizzazione
La retorica fascista dipinse l'attacco all'Etiopia come progresso nella causa della civilizzazione. Le altre nazioni europee furono chiamate dalla propaganda a schierarsi con l'Italia contro i selvaggi "cannibali" e "schiavisti".
La guerra fu sostenuta con una delle più impressionanti cerimonie del fascismo, quella dell'Oro alla Patria, che riguardava la donazione delle fedi e altri oggetti d'oro da parte dei cittadini italiani in cambio di anelli di acciaio con la scritta "Oro alla Patria". Molti italiani parteciparono, e anche Rachele Mussolini donò il suo anello nuziale. L'oro fu raccolto e usato per finanziare lo sforzo bellico.

#### Anti-Etiopia
Durante la guerra, la propaganda si lanciò a parlare di atrocità etiopi esagerate, come l'abuso dei prigionieri e l'uso improprio dei simbolini della Croce Rossa su installazioni militari.

### Economia
Una serie di calcolate bugie è stata propagandata per ottenere il sostegno popolare all'impresa etiopica, sostenendo che l'Italia fosse autosufficiente per quanto riguardava il cibo e che le riserve di petrolio erano sufficienti.

### Comunismo

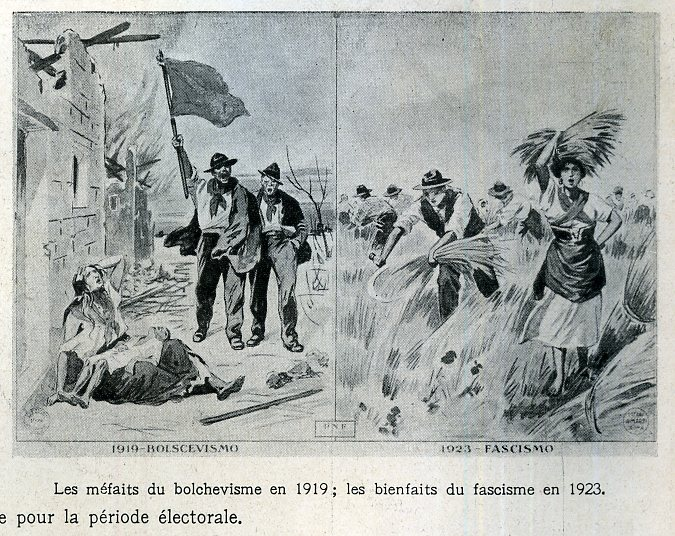
I misfatti del Bolscevismo nel 1919, i benefici del fascismo nel 1923

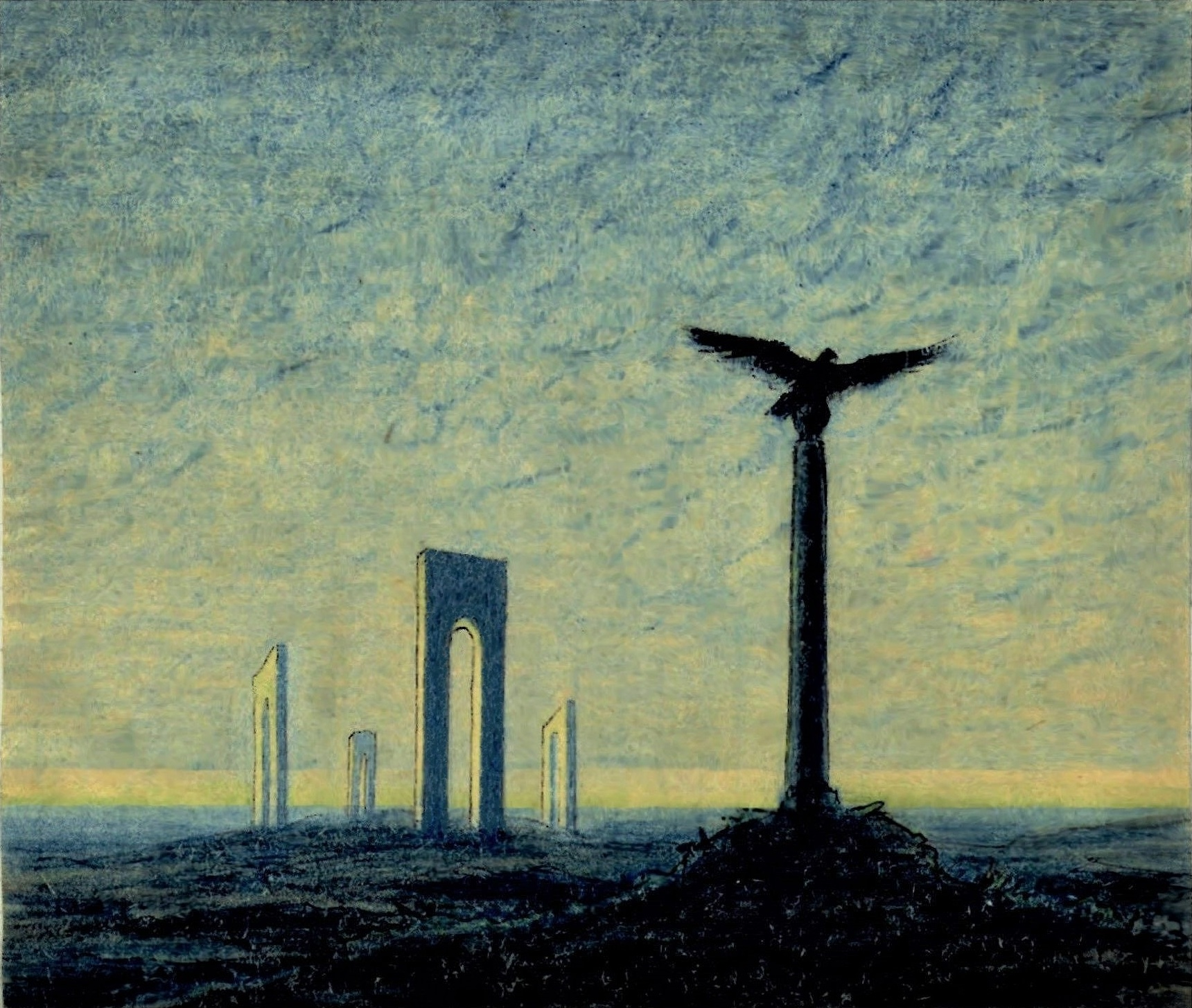
Nella propaganda anche i morti sono mobilitati al servizio del regime: "Guardia ai confini", progetto per un cimitero di guerra di Arnaldo Dell'Ira, 1941

La guerra civile spagnola fu presentata come una crociata contro il comunismo.

### Cultura straniera
L'influsso delle culture straniere fu attaccato. L'americanismo fu oggetto di attacco attraverso campagne di propaganda, e fu definito «una macchia di grasso che si sta diffondendo attraverso l'intera vita europea». Furono attaccate anche opere francesi e russe, accusate di contaminare la gioventù. La letteratura britannica fu mostrata come decadente, come quella francese, e si proclamò che l'Italia aveva salvato la Francia e la Gran Bretagna durante la prima guerra mondiale.
L'Italianizzazione di nomi di strade, città e monumenti in regioni linguisticamente slave e tedesche dell'Italia fu ordinata per legge, mentre i docenti che insegnavano in una lingua diversa dall'italiano venivano perseguitati. Nel 1926, fu introdotta una nuova legge per l'italianizzazione dei cognomi slavi. I club sportivi furono invitati a italianizzare i loro nomi: A.C. Milan diventò "Milano" e l'Internazionale fu rinominata "Ambrosiana".
La musica jazz, di importazione americana, dal 1928 fu sottoposta a violenti attacchi dalla stampa italiana (definita cacofonica e psicopatica) e, in seguito, anche da quella tedesca.

### Democrazia plutocratica
Gli Stati Uniti furono particolarmente attaccati dalla propaganda a causa della loro ricchezza e posizione.
L'entrata nella seconda guerra mondiale fu presentata come uno schierarsi contro le decadenti plutocrazie, accusate di aver impedito l'imperialismo italiano. Mussolini incominciò a denunciare l'oppressione di cui soffriva l'Italia fin dai trattati di pace della prima guerra mondiale e fin dai primi giorni del fascismo come movimento.

### Treni in orario
La nascita del mito sulla puntualità delle ferrovie italiane durante il periodo fascista nasce per volontà dello stesso regime al solo scopo propagandistico. Fu possibile crearlo grazie al totale controllo dell'informazione che convinse l’opinione pubblica delle "grandi capacità" dei trasporti su rotaia, mettendo a tacere le notizie sui ritardi e incidenti di qualsivoglia natura; infatti gli investimenti per il settore ferroviario all'epoca erano minimi.

### Criminalità
La criminalità era ben presente nell'Italia fascista ma la censura messa in atto dal regime dell'epoca rendeva impossibile riportare qualsiasi fatto di cronaca relativo a: "delitti di sangue", "adulterio" o simili. Ciò ha contribuito alla credenza che nell'Italia mussoliniana la società fosse più sicura di quanto non lo fosse in realtà.

### Ricerca scientifica
Per propagandare l'interesse scientifico del regime agli occhi del mondo nel 1923 venne istituito il Consiglio Nazionale delle Ricerche; ciò però non produsse un aumento dei già scarsi investimenti destinati al mondo accademico che successivamente vennero definitivamente stroncati dalle leggi razziali del 1938 e dall'inizio della guerra. Inoltre non promosse iniziative rilevanti se non quella di incentivare le politiche autarchiche applicate dall'Italia mussoliniana.
Inoltre, durante il periodo fascista, il CNR creò e incentivò un sistema basato fortemente sul clientelismo.

### Guerra
Durante la seconda guerra mondiale la propaganda antisemita si spinse al punto di affermare che la responsabilità del conflitto fosse da attribuire agli ebrei.

## Media

### Quotidiani
I quotidiani erano molto usati da Benito Mussolini.
Venivano utilizzati soprattutto per esprimere le idee fasciste, e venivano messe in risalto tutte le buone azioni che Mussolini faceva, che venivano quasi sempre ingigantite per far vedere l’enorme bontà del Duce, cosa palesemente fasulla, ma che le testate di giornale erano obbligate a pubblicare, con pena spedizioni punitive.

### Slogan

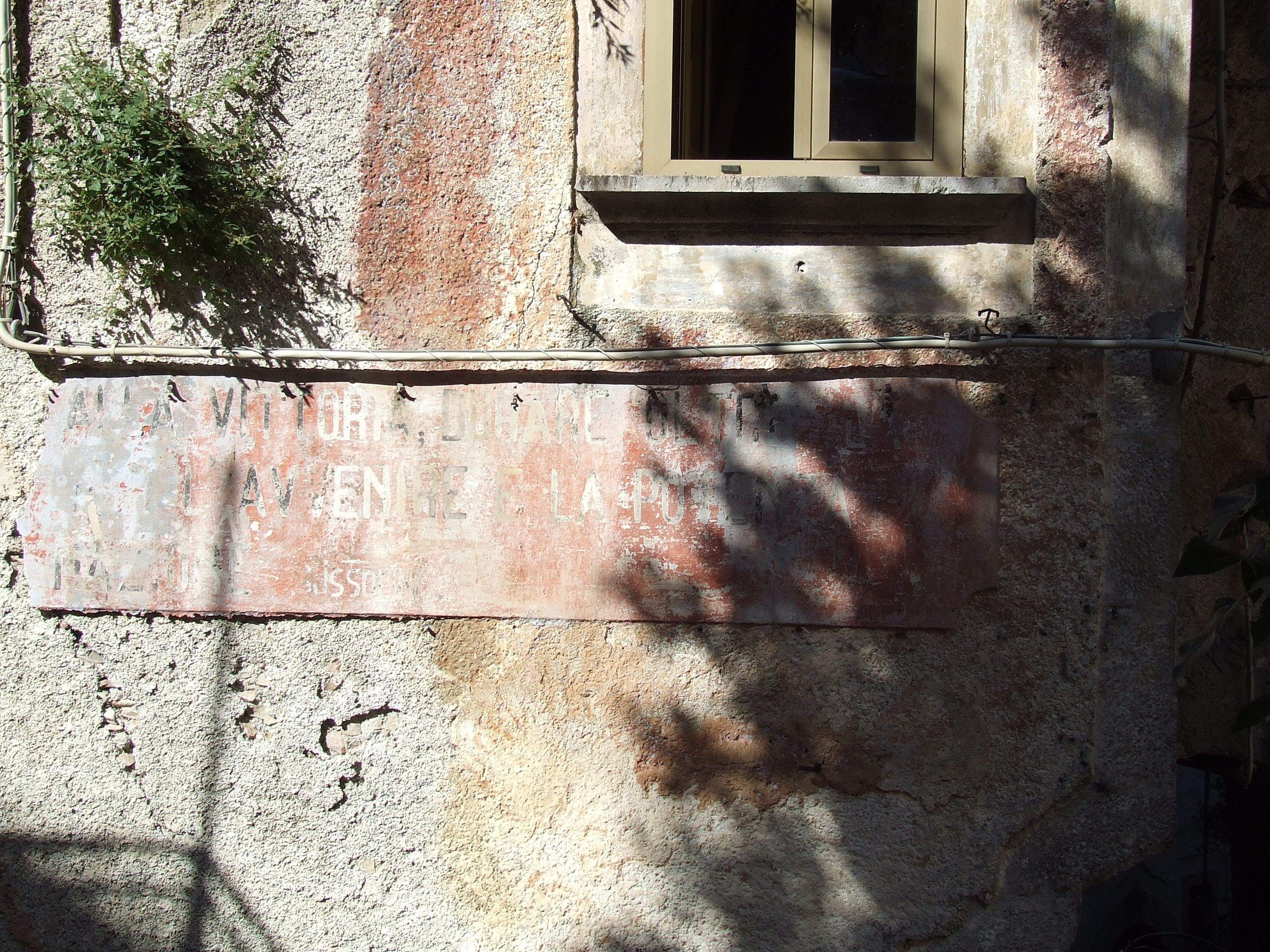
"Durare sino alla vittoria! Durare oltre la vittoria, per l'avvenire e la potenza della nazione"

Gli slogan di propaganda erano ampiamente usati, oltre che per radio (che incominciava a diffondersi proprio in questi anni) e nei comizi, anche su muri, scritti in grande formato.

### Manifesti
Molti dei più importanti artisti italiani dell'epoca produssero manifesti fascisti.
Per contrastare gli opuscoli britannici che proclamavano bombe, la maledizione di Garibaldi, i manifesti italiani sostenevano che una sconfitta dai britannici sarebbe stata peggio delle bombe, perché avrebbe significato essere in preda alle barbarie. Inoltre, gli statunitensi furono descritti come pronti a saccheggiare i tesori d'Italia.

### Esibizioni
La Mostra della Rivoluzione fascista fu concepita come propaganda per raccontare la storia italiana della marcia su Roma, allo scopo di coinvolgere i visitatori emotivamente.

### Marcia
Due grandi marce furono usate dalla propaganda: la Marcia su Roma, quando Mussolini chiese il potere, e la Marcia della ferrea volontà, per conquistare la capitale etiope. Il concetto di una "marcia su Roma" era un'idea per ispirare eroismo e sacrificio, e i fascisti fecero largo uso di questo espediente.

### Canzoni
Ampiamente usate a scopo di propaganda furono anche le canzoni. Anche prima della presa del potere, Mussolini veniva elogiato col canto. Il suo inno fu Giovinezza .

### Radio
Con la diffusione della radio durante gli anni del regime, questa diventò il maggior strumento di propaganda alla popolazione. Fu usata per trasmettere discorsi di Mussolini, e come strumento di propaganda per i giovani. L'autore statunitense Ezra Pound trasmise sulle onde corte per fare propaganda negli Stati Uniti.  Furono importanti anche le trasmissioni della Radio del Combattente.

### Film
I film non furono molto usati dalla propaganda, il pubblico italiano non era molto interessato ai film "seri" che il governo produceva, ma la censura fu largamente usata per evitare materiale indesiderato, e un organo governativo era impegnato nella produzione di documentari sui progressi del fascismo. Tuttavia, trovava spazio anche una forma di cinema di propaganda vero e proprio.

### Scuole

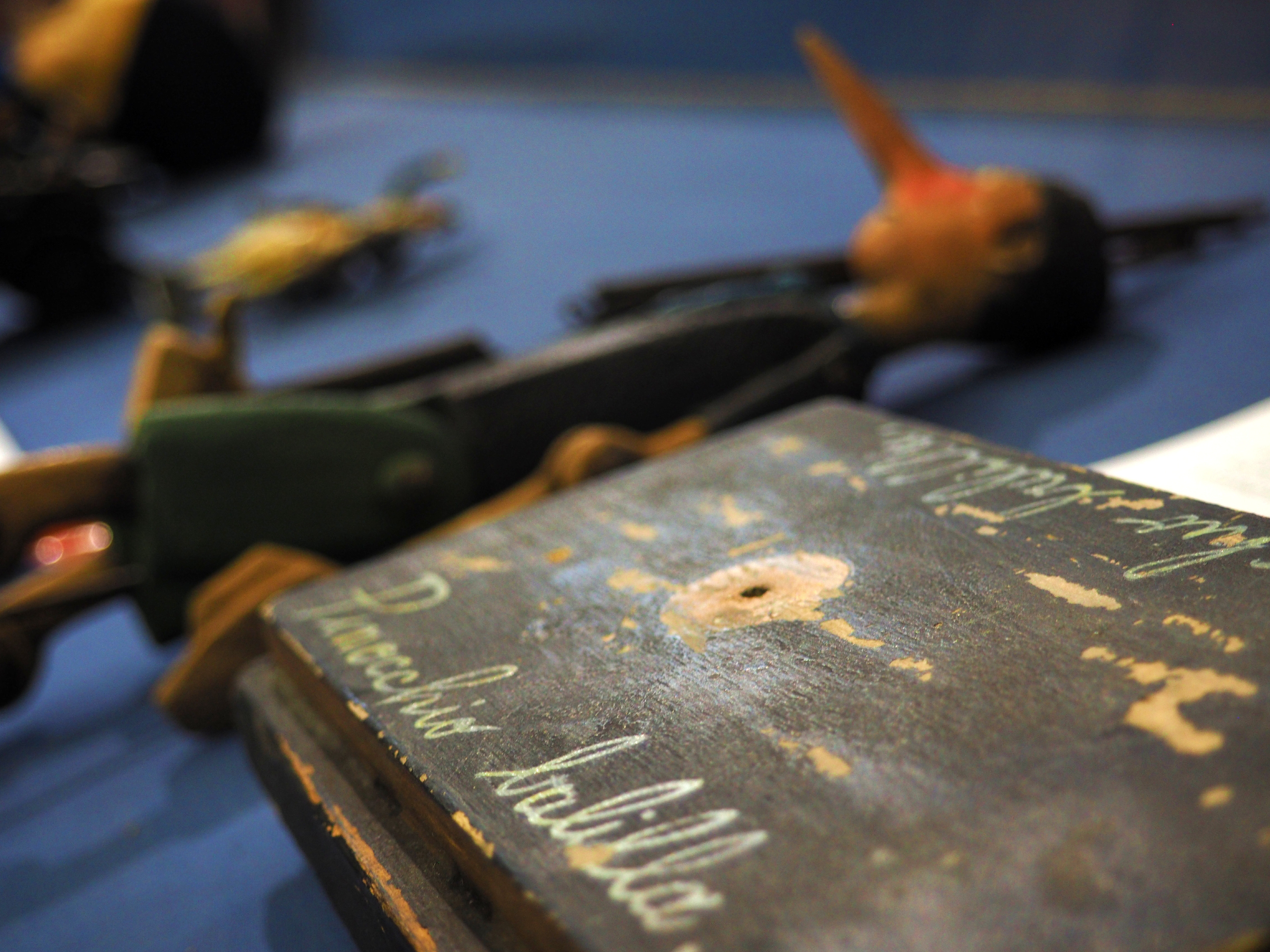
Pinocchio Balilla, giocattolo del periodo fascista

I programmi scolastici furono immediatamente rivisti secondo gli scopi fascisti, in una maniera che i nazisti successivamente ammisero di imitare, così che le scuole elementari presto dedicavano il 20% del loro tempo a istruire i bambini su come essere dei buoni fascisti. Gli insegnanti furono rimossi se non conformi, e i libri di testo erano tenuti a sottolineare "l'anima fascista".

### I gruppi giovanili
I giovani fascisti e i gruppi universitari fascisti esistevano già come canali di reclutamento del partito fascista, e per diversi anni sono stati l'unica fonte di nuovi membri del partito. Gli studenti impararono presto che dovevano unirsi ai gruppi universitari per avanzare. Mussolini proclamò che il loro scopo era quello di ispirare i giovani al potere e alla conquista, e come fascisti.
Fino all'età di quattordici anni, i gruppi erano prevalentemente a scopo sportivo, per forgiare la forma fisica, dopodiché venivano aggiunti esercizi militari. Si usavano canzoni e comandi per modellare le loro opinioni. Tutto, dagli istituti culturali ai campi era congegnato per consolidare le attività del fascismo.

### Il Dopolavoro
Nate nel 1925 dall'unione di varie associazioni preesistenti, le associazioni di Dopolavoro consentirono ai lavoratori di intrattenersi con le famiglie e con i colleghi nel tempo libero, attraverso attività sportive, culturali e turistiche molto innovative per l'epoca. Tali associazioni erano anche volte a sostenere il consenso dei lavoratori verso il regime (indipendentemente dall'adesione al Partito Fascista) e a controllarne strettamente le frequentazioni.